# Phloeosporina minor
Phloeosporina minor är en svampart som först beskrevs av Ellis & Kellerm., och fick sitt nu gällande namn av Franz Xaver von Höhnel 1916. Phloeosporina minor ingår i släktet Phloeosporina, divisionen sporsäcksvampar och riket svampar.   Inga underarter finns listade i Catalogue of Life.